# Gubernia jekaterynosławska
Gubernia jekaterynosławska (ros. Екатеринославская губерния), pot. gubernia katerynosławska (ukr. Катеринославська губернія) – jednostka administracyjna Imperium Rosyjskiego ze stolicą w Jekaterynosławiu (Katerynosławiu).
Gubernia graniczyła na północy z guberniami: połtawską i charkowską, na wschodzie z Obwodem Wojska Dońskiego, na południu z Morzem Azowskim i gubernią taurydzką, na zachodzie z gubernią chersońską.

## Historia
Utworzona w 1802 roku z podziału guberni noworosyjskiej na trzy gubernie: chersońską (do 1803 mikołajewską), taurydzką i jekaterynosławską. W drugiej połowie XIX wieku była terenem intensywnego rozwoju przemysłu wydobywczego i hutnictwa (Zagłębie Donieckie). W 1887 Rostów nad Donem i Taganrog zostały wydzielone z guberni i przyłączone do Obwodu Wojska Dońskiego. W latach 1918–1921 większość terenów guberni wchodziła w skład utworzonego przez Rewolucyjną Powstańczą Armię Ukrainy tzw. Wolnego Terytorium. Gubernia została zlikwidowana w 1925 przy reformie podziału administracyjnego Ukraińskiej Socjalistycznej Republiki Radzieckiej.

## Demografia

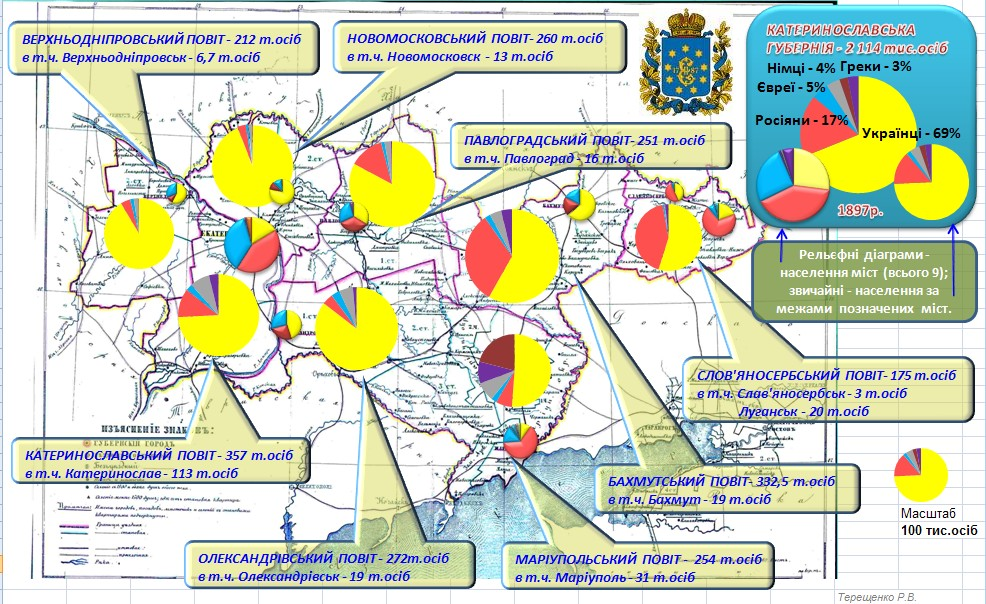
Mapa etnograficzna guberni według spisu z 1897 r.

Gubernia zamieszkana była w 1811 przez 662 tys. osób, natomiast spis powszechny z roku 1897 wykazał 2 113 700, przy czym podział według języka deklarowanego przez respondentów jako ojczysty był następujący:
69,5% Ukraińcy, 18,2% Rosjanie, 4,2% Żydzi, 4% Niemcy, 2,3% Grecy, 1,1% Tatarzy.

### Podział wg ujezdów
Ludność w ujezdach według deklarowanego języka ojczystego z 1897 r.
| Ujezd               | Ukraińcy | Rosjanie | Żydzi | Niemcy | Grecy | Polacy | Białorusini | Mołdawianie i Rumuni | Tatarzy | Turcy |
| ------------------- | -------- | -------- | ----- | ------ | ----- | ------ | ----------- | -------------------- | ------- | ----- |
| Gubernia łącznie    | 68,9%    | 17,3%    | 4,7%  | 3,8%   | 2,3%  | …      | …           | …                    | …       | …     |
| Aleksandrowski      | 82,5%    | 5,7%     | 5,1%  | 5,2%   | …     | …      | 1,2%        | …                    | …       | …     |
| Bachmucki           | 58,2%    | 31,2%    | 2,8%  | 3,8%   | …     | …      | …           | 1,9%                 | …       | …     |
| Wierchnodnieprowski | 90,3%    | 4,7%     | 2,6%  | 2,1%   | …     | …      | …           | …                    | …       | …     |
| Jekaterynosławski   | 55,7%    | 21,0%    | 13,0% | 5,8%   | …     | 2,2%   | 1,1%        | …                    | …       | …     |
| Mariupolski         | 46,1%    | 14,0%    | 4,1%  | 7,5%   | 19,0% | …      | …           | …                    | 6,1%    | 2,1%  |
| Nowomoskowski       | 93,2%    | 3,7%     | 1,4%  | 1,3%   | …     | …      | …           | …                    | …       | …     |
| Pawłogradzki        | 79,7%    | 14,4%    | 2,9%  | 2,3%   | …     | …      | …           | …                    | …       | …     |
| Słowianoserbski     | 50,5%    | 45,4%    | 1,5%  | …      | …     | …      | …           | …                    | …       | …     |